# Placopsidella signatella
Placopsidella signatella är en tvåvingeart som först beskrevs av Günther Enderlein 1912.  Placopsidella signatella ingår i släktet Placopsidella och familjen vattenflugor. Inga underarter finns listade i Catalogue of Life.